# Wiley Maple
Wiley Maple (ur. 25 maja 1990) – amerykański narciarz alpejski, olimpijczyk z Pjongczang.

## Kariera
Po raz pierwszy na arenie międzynarodowej pojawił się 5 sierpnia 2005 roku podczas zawodów w argentyńskim Chapelco. Zajął wtedy w slalomie 61. miejsce. Debiut w zawodach Pucharu Świata zanotował 15 stycznia 2011 roku w zjeździe w Wengen zajmując 41. miejsce. Natomiast pierwsze pucharowe punkty zdobył 16 grudnia tego samego roku, plasując się na 29. miejscu w supergigancie w Val Gardenie.
Trzykrotnie brał udział w mistrzostwach świata juniorów. Najlepszy wynik osiągnął na mistrzostwach w 2009 roku w Ga-Pa, kiedy to w zjeździe zajął 6. miejsce.  Wziął udział w zjeździe na Zimowych Igrzyskach Olimpijskich 2018 w Pjongczang.

## Osiągnięcia

### Igrzyska olimpijskie
| Miejsce | Dzień     | Rok  | Miejscowość | Konkurencja | Czas biegu  | Strata  | Zwycięzca          |
| ------- | --------- | ---- | ----------- | ----------- | ----------- | ------- | ------------------ |
| 30.     | 15 lutego | 2018 | Pjongczang  | Zjazd       | 1:43,72 min | +3,47 s | Aksel Lund Svindal |

### Mistrzostwa świata juniorów
| Miejsce | Dzień       | Rok  | Miejscowość | Konkurencja | Czas biegu  | Strata  | Zwycięzca         |
| ------- | ----------- | ---- | ----------- | ----------- | ----------- | ------- | ----------------- |
| 25.     | 26 lutego   | 2008 | Formigal    | Zjazd       | 1:48,00 min | +2,69 s | Hagen Patscheider |
| 15.     | 28 lutego   | 2008 | Formigal    | Supergigant | 1:22,80 min | +1,78 s | Andreas Sander    |
| 6.      | 4 marca     | 2009 | Ga-Pa       | Zjazd       | 1:39,92 min | +0,86 s | Andy Plank        |
| 17.     | 4 marca     | 2009 | Ga-Pa       | Supergigant | 1:18,41 min | +1,77 s | Manuel Kramer     |
| 40.     | 31 stycznia | 2010 | Megève      | Gigant      | 2:23,44 min | +5,89 s | Mathieu Faivre    |
| 14.     | 1 lutego    | 2010 | Megève      | Supergigant | 1:31,06 min | +1,35 s | Maxence Muzaton   |
| DSQ1    | 2 lutego    | 2010 | Megève      | Slalom      | -           | -       | Reto Schmidiger   |
| 9.      | 4 lutego    | 2010 | Megève      | Zjazd       | 1:19,99 min | +0,67 s | Mattia Casse      |

### Puchar Świata

#### Miejsca w klasyfikacji generalnej
- 2011/2012: 147.
- 2014/2015: 115.
- 2015/2016: 121.
- 2017/2018: 122.
- 2018/2019: